# Lijst van nummer 1-hits in Canada in 2021
Deze hits stonden in 2021 op nummer 1 in de Canadian Hot 100, de bekendste hitlijst in Canada.
| Datum        | Artiest                               | Titel                           |
| ------------ | ------------------------------------- | ------------------------------- |
| 2 januari    | Mariah Carey                          | All I want for Christmas is you |
| 9 januari    | 24kGoldn & Iann Dior                  | Mood                            |
| 16 januari   | 24kGoldn & Iann Dior                  | Mood                            |
| 23 januari   | Olivia Rodrigo                        | Drivers license                 |
| 30 januari   | Olivia Rodrigo                        | Drivers license                 |
| 6 februari   | Olivia Rodrigo                        | Drivers license                 |
| 13 februari  | Olivia Rodrigo                        | Drivers license                 |
| 20 februari  | Olivia Rodrigo                        | Drivers license                 |
| 27 februari  | Lil Tjay & 6lack                      | Calling my phone                |
| 6 maart      | Olivia Rodrigo                        | Drivers license                 |
| 13 maart     | Olivia Rodrigo                        | Drivers license                 |
| 20 maart     | Drake                                 | What's next                     |
| 27 maart     | Dua Lipa & DaBaby                     | Levitating                      |
| 3 april      | Justin Bieber, Daniel Caesar & Giveon | Peaches                         |
| 10 april     | Justin Bieber, Daniel Caesar & Giveon | Peaches                         |
| 17 april     | Lil Nas X                             | Montero (Call me by your name)  |
| 24 april     | Polo G                                | Rapstar                         |
| 1 mei        | Justin Bieber, Daniel Caesar & Giveon | Peaches                         |
| 8 mei        | The Weeknd & Ariana Grande            | Save your tears                 |
| 15 mei       | Dua Lipa & DaBaby                     | Levitating                      |
| 22 mei       | Dua Lipa & DaBaby                     | Levitating                      |
| 29 mei       | Olivia Rodrigo                        | Good 4 u                        |
| 5 juni       | Olivia Rodrigo                        | Good 4 u                        |
| 12 juni      | Olivia Rodrigo                        | Good 4 u                        |
| 19 juni      | Olivia Rodrigo                        | Good 4 u                        |
| 26 juni      | Olivia Rodrigo                        | Good 4 u                        |
| 3 juli       | Olivia Rodrigo                        | Good 4 u                        |
| 10 juli      | Ed Sheeran                            | Bad habits                      |
| 17 juli      | Ed Sheeran                            | Bad habits                      |
| 24 juli      | The Kid Laroi & Justin Bieber         | Stay                            |
| 31 juli      | The Kid Laroi & Justin Bieber         | Stay                            |
| 7 augustus   | Ed Sheeran                            | Bad habits                      |
| 14 augustus  | Ed Sheeran                            | Bad habits                      |
| 21 augustus  | The Kid Laroi & Justin Bieber         | Stay                            |
| 28 augustus  | The Kid Laroi & Justin Bieber         | Stay                            |
| 4 september  | The Kid Laroi & Justin Bieber         | Stay                            |
| 11 september | The Kid Laroi & Justin Bieber         | Stay                            |
| 18 september | The Kid Laroi & Justin Bieber         | Stay                            |
| 25 september | The Kid Laroi & Justin Bieber         | Stay                            |
| 2 oktober    | The Kid Laroi & Justin Bieber         | Stay                            |
| 9 oktober    | The Kid Laroi & Justin Bieber         | Stay                            |
| 16 oktober   | The Kid Laroi & Justin Bieber         | Stay                            |
| 23 oktober   | The Kid Laroi & Justin Bieber         | Stay                            |
| 30 oktober   | Adele                                 | Easy on me                      |
| 6 november   | Adele                                 | Easy on me                      |
| 13 november  | Adele                                 | Easy on me                      |
| 20 november  | Adele                                 | Easy on me                      |
| 27 november  | Taylor Swift                          | All too well (Taylor's version) |
| 4 december   | Adele                                 | Easy on me                      |
| 11 december  | Adele                                 | Easy on me                      |
| 18 december  | Adele                                 | Easy on me                      |
| 25 december  | Adele                                 | Easy on me                      |